# 조승희 (2002년)
조승희(2002년 9월 24일~)은 대한민국의 배우이다.

## 드라마
- 2021년 MBC드라마 옷소매 붉은 끝동 - 청선군주 역
- 2021년 TVING 투투(to.two) - 윤다정 역
- 2023년 NETFLIX 연애대전 - 김지우 역

## 학력
- 서울염창초등학교 (졸업)
- 선화예술중학교 무용과 (졸업)
- 선화예술고등학교 무용과 (졸업)
- 이화여자대학교 무용과 (재학)